# Instituto Português de Relações Internacionais
O Instituto Português de Relações Internacionais (IPRI-NOVA) é um instituto académico de investigação em Ciência Política e Relações Internacionais.
Foi fundado em 2003 pela Universidade Nova de Lisboa, a Fundação Luso-Americana para o Desenvolvimento e a Fundação Oriente, com o apoio da Fundação Calouste Gulbenkian. Desde 2012, o IPRI-NOVA é integrado também por algumas empresas, como a Fundação MillenniumBCP e a Fundação EDP. 
Nuno Severiano Teixeira é o atual diretor do IPRI-NOVA.

## Equipa
O IPRI-NOVA possui atualmente uma equipa de 112 investigadores, doutorandos e doutorados, especializados nos diferentes domínios da Ciência Política e das Relações Internacionais. O perfil da equipa é vasto, contando atualmente com investigadores do mundo académico, empresarial e político.

## Missão e áreas de atuação
O IPRI-NOVA assume um projeto integrado e estruturado em três eixos fundamentais: a investigação científica, a formação especializada, e a transferência de conhecimento e criação de valor social.
No plano da investigação, o IPRI-NOVA está integrado em vários projetos de investigação nacionais e internacionais, em parcerias com outras organizações. Em 2018, o Instituto coordenava ou participava em 17 projetos de investigação com financiamento nacional e estrangeiro.
O IPRI-NOVA é composto três grupos de investigação próprios – Globalização e Regionalismo; Democracia e Governance; e Prospectiva e Planeamento Estratégico – as principais áreas disciplinares do Instituto. Possui também uma Linha Temática – European Union: overcoming the crisis and future challenges – que recebe o contributo dos três Grupos de Investigação e representa a prioridade estratégica elegida pelo Instituto para o período 2015-2020. A Linha Temática constitui a resposta e o contributo do Instituto aos grandes desafios que se apresentam às sociedades contemporâneas e equacionados no Programa Horizonte 2020 da União Europeia.
No plano da formação, o Instituto, em cooperação com o Departamento de Estudos Políticos da Faculdade de Ciências Sociais e Humanas da Universidade Nova de Lisboa, promove uma política de formação avançada que integra ensino/investigação e em que associa os estudantes de Doutoramento e de Pós-Doutoramento aos projetos de investigação em curso ou a desenvolver no Instituto. Existem atualmente 58 doutorandos a desenvolverem investigação no Instituto.
Finalmente, o Instituto tem nos últimos anos desenvolvido um sentido de responsabilidade social, em especial no apoio e participação em Ministérios e Secretarias de Estado. Destacam-se Nuno Severiano Teixeira como antigo Ministro da Administração Interna (2000-2002) e Ministro da Defesa Nacional (2005-2009); Dalila Araújo como Secretária de Estado da Administração Interna (2009-2011); e Ana Santos Pinto como atual Secretária de Estado da Defesa Nacional. 
O IPRI-NOVA é igualmente reconhecido pela sua habitual presença nos media (imprensa, rádio e televisão), reforçando o seu posicionamento no espaço público. O Instituto mantém um protocolo de colaboração com a TSF Rádio Notícias, no contexto do qual vários investigadores do IPRI-NOVA comentam, regularmente, questões de política nacional e internacional. Acresce a organização de um podcast semanal com a TSF Rádio Notícias, o Mapa Mundo, no ar desde 2017. 
No total, em 2018, o Instituto registou um número recorde de 314 participações e referências nos meios de comunicação, número que será ultrapassado em 2019.
Para além disso o IPRI-NOVA desenvolve os seus instrumentos próprios de disseminação do conhecimento: os Cursos de Verão em Óbidos, o website, as publicações, e a revista trimestral R:I.

## Período recente
Em 2018, o IPRI-NOVA registou 257 publicações, mais 14 que em 2017, e mais 104 que 2016, numa clara tendência de aumento da sua produção científica nos últimos anos.
No respeitante à inserção em redes de investigação europeias e globais e às candidaturas a projetos europeus, verifica-se um crescimento constante desde 2015, com o IPRI-NOVA a apostar em medidas para alargar a inserção internacional em redes. Assim, o IPRI-NOVA participa em duas Redes Jean Monnet - Jean Monnet Network on Atlantic Studies e Jean Monnet Network on EU-Turkey Relations - e é ainda membro da Trans European Policy Studies Association (TEPSA) e do European Consortium for Political Research (ECPR), desde 2017. É de destacar igualmente a atual participação em dois projetos financiados por agências europeias e a participação num projeto com financiamento internacional (Swiss National Science Foundation).
Em 2018 registou-se também um número recorde de investigadores que integram a equipa (112), dando seguimento a uma tendência de crescimento desde 2015 (altura em que o IPRI-NOVA acolhia 64 investigadores).
Em junho de 2019, o IPRI-NOVA teve foi avaliado com “Excelente” pela Fundação para a Ciência e a Tecnologia, abrindo novas portas de crescimento do Instituto e de expansão da atividade desenvolvida.